# Нови Мароф
Нови Мароф је град у Хрватској у Вараждинској жупанији. Према првим резултатима пописа из 2011. у граду је живело 13.238 становника, а у самом насељу је живело 1.936 становника.

## Географија
Нови Мароф је градско средиште у јужном делу Вараждинске жупаније, у Републици Хрватској, смештен 18 km јужно од Вараждина и 56 km северно од Загреба, на 46°09' сјеверне ширине и 16°21' источне географске дужине.

## Становништво

### Град Нови Мароф

#### Број становника по пописима
| Националност   | 2001.  | 1991.  | 1981.  | 1971.  | 1961.  | 1953.  | 1948.  | 1931.  | 1921.  | 1910.  | 1900.  | 1890. | 1880. | 1869. | 1857. |
| бр. становника | 13.857 | 14.350 | 14.180 | 14.364 | 14.270 | 14.768 | 14.897 | 14.028 | 12.497 | 12.222 | 11.171 | 9.688 | 8.406 | 7.973 | 7.016 |

- напомене:

Настао из старе општине Нови Мароф. Од 1857. до 1981. део података садржан је у општини Високо.

### Нови Мароф (насељено место)

#### Број становника по пописима
| Националност   | 2001. | 1991. | 1981. | 1971. | 1961. | 1953. | 1948. | 1931. | 1921. | 1910. | 1900. | 1890. | 1880. | 1869. | 1857. |
| бр. становника | 1.981 | 2.017 | 1.482 | 1.067 | 594   | 381   | 306   | 288   | 125   | 132   | 142   | 142   | 74    | 78    | 19    |

- напомене:

У 1991. повећано за део подручја насеља Маџарево који је до 1981. био ненасељен.

## Попис1991.
На попису становништва 1991. године, насељено место Нови Мароф је имало 2.017 становника, следећег националног састава:
| Попис 1991.‍   | Попис 1991.‍  | Попис 1991.‍ | Попис 1991.‍ | Попис 1991.‍ |
| ------------- | ------------ | ----------- | ----------- | ----------- |
|               |              |             |             |             |
| Хрвати        | Хрвати       |             | 1.928       | 95,58%      |
| Срби          | Срби         |             | 16          | 0,79%       |
| Албанци       | Албанци      |             | 9           | 0,44%       |
| Југословени   | Југословени  |             | 8           | 0,39%       |
| Словенци      | Словенци     |             | 8           | 0,39%       |
| Словаци       | Словаци      |             | 2           | 0,09%       |
| Мађари        | Мађари       |             | 1           | 0,04%       |
| Муслимани     | Муслимани    |             | 1           | 0,04%       |
| Чеси          | Чеси         |             | 1           | 0,04%       |
| остали        | остали       |             | 1           | 0,04%       |
| неопредељени  | неопредељени |             | 24          | 1,18%       |
| регион. опр.  | регион. опр. |             | 1           | 0,04%       |
| непознато     | непознато    |             | 17          | 0,84%       |
| укупно: 2.017 |              |             |             |             |

## Историја
Први писани спомен Новог Марофа потиче из 1209. гдје се у повластици слободног града Вараждина одређују границе поседа и спомиње тврђава на обронцима Иваншчице која је данас сачувана само као рушевина, а чији су власници били кнежевска породица Грдун де Геребен до краја 15. века. Жупа

## Економија
Добар геопрометни положај Града Новог Марофа, који је недавно обогаћен излазом с ауто-пута Горичан — Загреб, инфраструктурна опремљеност имају за резултат развој економских делатности овог подручја. Тако на подручју Града делује више од стотињак већих, средњих и малих предузећа, док се банкарством и малим предузетништвом бави око 300 предузетника. У данашњем Новом Марофу запослено је око 3.700 радника, од чега 40% у индустрији, где су заступљене следеће гране: грађевинска „Термика“, „Комуналац“ д. д.), дрвна ("Бор“ д. д, „Липа“ д. д.), текстилна ("Вартекс деним производи д. о. о.") индустија. Поред индустрије, значајан је број запослених малом и средњем предузетништву (транспорт, производња и грађевинарство) и у здравственом сектору.

## Познате личности
- Мирко Рачки сликар
- Иван Рабузин сликар
- Фрањо Клопотан сликар

## Споменици и знаменитости
Најзначајнији споменици културе:
- Гребенград — рушевине средњовековног утврђеног бурга Гребенграда из 13. века. Данас излетиште с планинарским домом.
- Реметинец — Готско-барокна манастирска црква Пресвете Богородице из 15. века.
- Маџарево — жупна црква Св. Вида и Јурја, саграђена 1824. године у класицистичком стилу.
- Оштрице — капела Св. Флоријана и Себастијана, барокна грађевина у 18. веку.